# Hermann Hupfeld

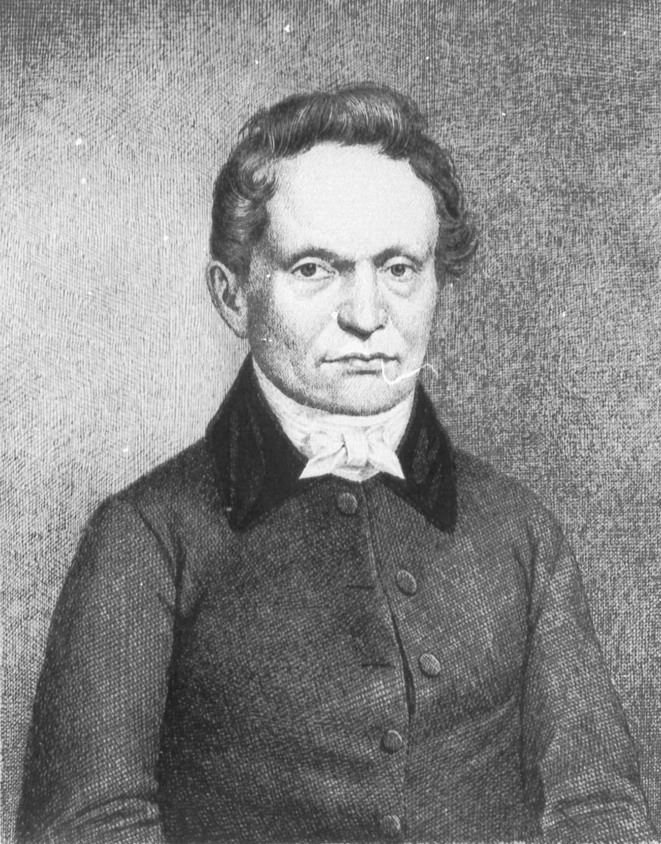
Hermann Hupfeld

Hermann Christian Karl Friedrich Hupfeld (* 31. März 1796 in Marburg; † 24. April 1866 in Halle (Saale)) war ein deutscher evangelischer Theologe und Orientalist.

## Leben und Wirken
Hupfeld studierte alte und orientalische Sprachen und Evangelische Theologie an der Philipps-Universität Marburg und wurde 1817 mit einer Arbeit zu Sophokles promoviert. Von 1819 bis 1822 war er Gymnasialprofessor an der Hohen Landesschule in Hanau. 1824 wurde er an der Universität Halle habilitiert. Hupfeld wurde 1825 außerordentlicher Professor der Theologie an der Universität Marburg und 1827 zugleich ordentlicher Professor für orientalische Sprachen. 1843 wurde er Nachfolger von Wilhelm Gesenius in der Theologischen Fakultät Halle.
Wissenschaftsgeschichtlich ist Hupfeld insofern von Bedeutung, als er als Begründer der Neueren Urkunden-Hypothese gilt. Für seine Verdienste um das Wohl der Universität wurde er 1834 zum Ehrenbürger der Stadt Marburg ernannt.
Der Superintendent David Hupfeld (1836–1916) war ein Sohn, der Praktische Theologe Renatus Hupfeld ein Enkel Hermann Hupfelds. Der Komponist und Konzertmeister Bernhard Hupfeld war sein Großvater.

## Mitgliedschaften
Hermann Hupfeld war Mitglied der Deutschen Morgenländischen Gesellschaft.

## Werke
- Die Psalmen. Übersetzt und ausgelegt von Hermann Hupfeld. 1855–1861; 2. Auflage hrsg. von Eduard Riehm, 1867–1871; 3. Auflage 1888.
- Über Begriff und Methode der sogenannten biblischen Einleitung nebst einer Uebersicht ihrer Geschichte und Literatur. Elwert, Marburg 1844 (Digitalisat).
- Commentatio de primitiva et vera festorum apud Hebraeos ratione ex legum Mosaicarum varietate eruenda. 4 Teile. Gebauer, Halle 1851–1865.
- Das zwiefache Grundgesetz des Rhythmus und Accents, oder das Verhältniss des rhythmischen zum logischen Princip der menschlichen Sprachmelodie: Zur Einleitung in das Hebraeische Accentsystem. In: Zeitschrift der Deutschen Morgenländischen Gesellschaft, Band 6. 1852. S. 153–189 (Digitalisat).
- Die Quellen der Genesis und die Art ihrer Zusammensetzung. Berlin 1853.
- Die topographische Streitfrage über Jerusalem, namentlich die ʾΑχσα und den Lauf der zweiten Mauer des Josephus, vom A. T. aus beleuchtet. In: Zeitschrift der Deutschen Morgenländischen Gesellschaft, Band 15. 1861. S. 185–232 (Digitalisat).
- Die heutige theosophische oder mythologische Theologie und Schrifterklärung. Berlin 1861.
- Dokumente einer Freundschaft in schwieriger Zeit. Hermann Hupfeld und Johann Wolfgang Bickell. Briefwechsel 1832–1848. Hrsg. und mit einer Einleitung versehen von Otto Kaiser. Historische Kommission für Hessen, Marburg 2010.